# 北中駅
北中駅（プクジュンえき）は朝鮮民主主義人民共和国平安北道龍川郡に位置する朝鮮民主主義人民共和国鉄道省多獅島線の駅である。

## 隣の駅
朝鮮民主主義人民共和国鉄道省
多獅島線
龍川駅 - 北中駅 - 龍岩浦駅